# Štěpán Wagner
Štěpán Wagner (* 5. října 1981 Brno) je český atlet, dálkař. Atletice se věnuje vedle práce inženýra v kamenolomu. Závodí za Duklu Praha. V roce 2005 reprezentoval Česko na halovém ME v Madridu, nepostoupil ale z kvalifikace. Ve stejném roce se zúčastnil univerziády v Izmiru, obsadil 8. místo. Zúčastnil se Mistrovství světa 2009, ale nepostoupil z kvalifikace. Zúčastnil se i halového ME 2011 a ME 2012. Zúčastnil se Letních olympijských her 2012, v kvalifikaci skočil 7,39 m, 7,50 m a 7,47 m, skončil 30.